# Claude-François Perret
Claude-François Perret est un entrepreneur du XVIIIe siècle, originaire du Faucigny (Duché de Savoie), né le 17 septembre 1747 à Samoëns et mort le 1er juin 1823 à Buxy.

## Biographie
Claude-François Perret obtient, avec Claude-François Deplace, tous deux originaires de Samoëns, sans appel à concurrence, du directeur général des Ponts et Chaussées Emmanuel Crétet, originaire du duché, l'entreprise du canal canal de Saint-Quentin, et plus précisément des deux souterrains longs de 1 098 m et de 5 670 m, en 1802 ; il participe à la construction du Canal du Centre, ainsi qu'à la réalisation du canal du Rhône au Rhin.
Avec Claude-François Deplace et Henri Pourtalès, il fonde la Compagnie des Mines de Blanzy.